# Saxinis sierramadrensis
Saxinis sierramadrensis är en skalbaggsart som beskrevs av Harold Norman Moldenke 1970. Saxinis sierramadrensis ingår i släktet Saxinis och familjen bladbaggar. Inga underarter finns listade i Catalogue of Life.